# Энергетика Мурманской области
Энергетика Мурманской области — сектор экономики региона, обеспечивающий производство, транспортировку и сбыт электрической и тепловой энергии. По состоянию на начало 2021 года, на территории Мурманской области (без учёта зоны децентрализованного энергоснабжения) эксплуатировалась 21 электростанция общей мощностью 3532,6 МВт, в том числе одна атомная электростанция, 17 гидроэлектростанций, три тепловые электростанции и одна приливная электростанция. В 2020 году они произвели 16 493 млн кВт·ч электроэнергии (с учётом Кумской ГЭС, территориально находящейся в Карелии, но организационно входящей в состав Мурманской энергосистемы).

## История
Первая электростанция на территории Мурманской области находилась на Умбском лесопильном заводе, построенном в 1898—1899 годах. Энергоустановка приводилась в действие паровой машиной и использовалась для освещения. Первая электростанция в Мурманске была введена в эксплуатацию в 1917 году, её мощность составляла 720 кВт, оборудование включало три генератора, приводимых в действие паровыми машинами и двигателями внутреннего сгорания. Эта электростанция эксплуатировалась до пуска Мурманской ТЭЦ в 1934 году.
Строительство первой крупной электростанции региона, Мурманской ТЭЦ, было начато в 1932 году. Станцию возводили ускоренными темпами, её первый турбоагрегат был пущен 26 марта 1934 года. В 1939 году от станции была проложена первая тепломагистраль, положившая начало централизованному теплоснабжению в Мурманской области. Мурманская ТЭЦ неоднократно модернизировалась и в настоящее время продолжает эксплуатироваться. Одновременно с 1930 года велось строительство первой гидроэлектростанции региона, Нива ГЭС-2. Её первый гидроагрегат был пущен 30 июня 1934 года, последний — в 1938 году. В 1933 году был дан старт строительства следующей гидроэлектростанции, Нижне-Туломской ГЭС, введённой в эксплуатацию в 1937—1941 годах. В 1936 году на базе существующих и строящихся электростанций, а также электрических сетей было образовано районное энергетическое управление (РЭУ) «Колэнерго». В 1941 году, после строительства ВЛ 110 кВ от Кандалакши до Мурманска электростанции Кольской энергосистемы были переведены на параллельную работу. В годы Великой Отечественной войны электростанции Мурманской области неоднократно подвергались бомбардировкам, оборудование гидроэлектростанций было частично эвакуировано в Узбекистан<.
По итогам войны Советскому Союзу перешла часть территории Финляндии, на которой располагалась первая ГЭС Пазского каскада — Янискоски ГЭС, пущенная в 1942 году, но в 1944 году взорванная при отступлении немецких войск. Восстановление станции было завершено в 1950 году. К этому времени также было завершено восстановление довоенной мощности Нива ГЭС-2 и Нижне-Туломской ГЭС. В 1949 году заработала крупнейшая гидроэлектростанция на Ниве — Нива ГЭС-3 мощностью 154 МВт. И в дальнейшем до 1970-х годов в Мурманской области преимущественно развивалась гидроэнергетика. В 1952 году была введена в эксплуатацию Нива ГЭС-1, в 1955 году — Княжегубская ГЭС и Раякоски ГЭС, в 1959 году — Апатитская ТЭЦ (крупнейшая тепловая электростанция региона) и Кайтакоски ГЭС, в 1960 году — Иовская ГЭС, в 1961 году — ТЭЦ Ковдорского ГОКа, в 1963 году — Борисоглебская ГЭС, в 1964 году — крупнейшая гидроэлектростанция Мурманской области, Верхне-Туломская ГЭС. В 1968 году была пущена первая и единственная в России приливная электростанция, опытно-экспериментальная Кислогубская ПЭС.
Крупнейшим объектом электроэнергетики региона в 1970-х годах стала Кольская АЭС, строительство которой было начато в 1964 году, а энергоблоки пущены в 1973, 1974, 1981 и 1984 годах. Продолжалось развитие гидроэнергетики: в 1970 году были пущены Хевоскоски ГЭС и Серебрянская ГЭС-1, в 1972 году — Серебрянская ГЭС-2. В 1975 году энергосистема Мурманской области была присоединена к Единой энергосистеме России. В 1980-х годах, помимо двух последних энергоблоков Кольской АЭС, были пущены Верхне-Териберская ГЭС (1984 год) и Нижне-Териберская ГЭС (1987 год).
В постсоветское время был построен ряд небольших солнечных и ветровых электростанций, главным образом в зоне децентрализованного энергоснабжения. Перспективы развития электроэнергетики Мурманской области связаны со строительством одной из крупнейших ветроэлектростанций России, Кольской ВЭС мощностью 201 МВт, пуск которой запланирован на 2021 год, а также малой ГЭС мощностью 16,5 МВт на реке Паз с вводом в эксплуатацию в 2024 году. В более отдалённой перспективе возможно строительство Кольской АЭС-2 для замещения выбывающих мощностей Кольской АЭС, срок работы первых энергоблоков которой продлён до начала 2030-х годов.

## Генерация электроэнергии
По состоянию на начало 2021 года, на территории Мурманской области (без учёта зоны децентрализованного энергоснабжения) эксплуатировалась 21 электростанция общей мощностью 3532,6 МВт. В их числе одна атомная электростанция — Кольская АЭС, 17 гидроэлектростанций — Нива ГЭС-1, Нива ГЭС-2, Нива ГЭС-3, Иовская ГЭС, Кумская ГЭС (расположена на территории Республики Карелия, но работает в составе Кольский энерносистемы), Княжегубская ГЭС, Верхне-Туломская ГЭС, Нижне-Туломская ГЭС, Серебрянская ГЭС-1, Серебрянская ГЭС-2, Верхне-Териберская ГЭС, Нижне-Териберская ГЭС, Кайтакоски ГЭС, Янискоски ГЭС, Раякоски ГЭС, Хевоскоски ГЭС и Борисоглебская ГЭС, три тепловые электростанции — Апатитская ТЭЦ, Мурманская ТЭЦ, ТЭЦ АО «Ковдорский ГОК», одна (недействующая) приливная электростанция — Кислогубская ПЭС и одна ветроэлектростанция - Кольская ВЭС.

### Кольская АЭС
Расположена у г. Полярные Зори, крупнейшая электростанция региона, котельные станции являются основным источником теплоснабжения города. Энергоблоки Кольской АЭС введены в эксплуатацию в 1973—1984 годах. Установленная мощность станции — 1760 МВт, тепловая мощность (обеспечиваемая находящимися на балансе АЭС электрокотельной и мазутной котельной) — 125 Гкал/ч, фактическая выработка электроэнергии в 2020 году — 9424 млн кВт·ч. Оборудование станции включает в себя четыре энергоблока с реакторами ВВЭР-440 мощностью по 440 МВт. Принадлежит АО «Концерн Росэнергоатом».

### Нива ГЭС-1
Расположена на реке Ниве у г. Полярные Зори. Гидроагрегаты станции введены в эксплуатацию в 1952—1953 годах. Установленная мощность станции — 24,9 МВт, среднегодовая выработка электроэнергии — 134,9 млн кВт·ч. В здании ГЭС установлены 2 гидроагрегата мощностью 12,4 МВт и 12,5 МВт. Принадлежит ПАО «ТГК-1».

### Нива ГЭС-2
Расположена на реке Ниве у п. Нивский Кандалакшского района. Гидроагрегаты станции введены в эксплуатацию в 1934—1938 годах, старейшая гидроэлектростанция региона. Установленная мощность станции — 60 МВт, среднегодовая выработка электроэнергии — 423,2 млн кВт·ч. В здании ГЭС установлены 4 гидроагрегата мощностью по 15 МВт. Принадлежит ПАО «ТГК-1».

### Нива ГЭС-3
Расположена на реке Ниве в г. Кандалакше. Гидроагрегаты станции введены в эксплуатацию в 1949—1950 годах. Установленная мощность станции — 155,5 МВт, среднегодовая выработка электроэнергии — 905,5 млн кВт·ч. В здании ГЭС установлены 4 гидроагрегата, из них один мощностью 40 МВт и три мощностью по 38,5 МВт. Принадлежит ПАО «ТГК-1».

### Иовская ГЭС
Расположена на реке Иове (среднее течение реки Ковды) у п. Зареченск Кандалакшского района. Гидроагрегаты станции введены в эксплуатацию в 1960—1961 годах. Установленная мощность станции — 96 МВт, среднегодовая выработка электроэнергии — 508,4 млн кВт·ч. В здании ГЭС установлены 2 гидроагрегата мощностью по 48 МВт. Принадлежит ПАО «ТГК-1».

### Княжегубская ГЭС
Расположена на реке Ковде у п. Зеленоборский Кандалакшского района. Гидроагрегаты станции введены в эксплуатацию в 1955—1956 годах. Установленная мощность станции —152 МВт, среднегодовая выработка электроэнергии — 751,7 млн кВт·ч. В здании ГЭС установлены 4 гидроагрегата мощностью по 38 МВт. Принадлежит ПАО «ТГК-1».

### Верхне-Туломская ГЭС
Расположена на реке Туломе у п. Верхнетуломский Кольского района, крупнейшая гидроэлектростанция региона. Гидроагрегаты станции введены в эксплуатацию в 1964—1965 годах. Установленная мощность станции — 276 МВт, среднегодовая выработка электроэнергии — 860,3 млн кВт·ч. В здании ГЭС установлены 4 гидроагрегата, из них три мощностью по 67 МВт и один — 75 МВт. Принадлежит ПАО «ТГК-1».

### Нижне-Туломская ГЭС
Расположена на реке Туломе у п. Мурмаши Кольского района. Гидроагрегаты станции введены в эксплуатацию в 1937—1941 годах. Установленная мощность станции — 56 МВт, среднегодовая выработка электроэнергии — 290 млн кВт·ч. В здании ГЭС установлены 4 гидроагрегата мощностью по 14 МВт. Принадлежит ПАО «ТГК-1».

### Серебрянская ГЭС-1
Расположена на реке Вороньей у п. Туманный Кольского района. Гидроагрегаты станции введены в эксплуатацию в 1970 году. Установленная мощность станции — 201 МВт, среднегодовая выработка электроэнергии — 550 млн кВт·ч. В здании ГЭС установлены 3 гидроагрегата мощностью по 67 МВт. Принадлежит ПАО «ТГК-1».

### Серебрянская ГЭС-2
Расположена на реке Вороньей у п. Туманный Кольского района. Гидроагрегаты станции введены в эксплуатацию в 1972 году. Установленная мощность станции — 156 МВт, среднегодовая выработка электроэнергии — 519 млн кВт·ч. В здании ГЭС установлены 3 гидроагрегата мощностью по 52 МВт. Принадлежит ПАО «ТГК-1».

### Верхне-Териберская ГЭС
Расположена на реке Териберке у с. Териберка в Кольском районе. Введена в эксплуатацию в 1984 году. Установленная мощность станции — 130 МВт, среднегодовая выработка электроэнергии — 236 млн кВт·ч. В здании ГЭС установлен один гидроагрегат. Принадлежит ПАО «ТГК-1».

### Нижне-Териберская ГЭС
Расположена на реке Териберке у с. Териберка Кольского района. Введена в эксплуатацию в 1987 году. Установленная мощность станции — 26,5 МВт, среднегодовая выработка электроэнергии — 54,2 млн кВт·ч. В здании ГЭС установлен один гидроагрегат. Принадлежит ПАО «ТГК-1».

### Кайтакоски ГЭС
Расположена на реке Паз в Печенгском районе. Гидроагрегаты станции введены в эксплуатацию в 1959 году. Установленная мощность станции — 11,2 МВт, среднегодовая выработка электроэнергии — 71,8 млн кВт·ч. В здании ГЭС установлены 2 гидроагрегата мощностью по 5,6 МВт. Принадлежит ПАО «ТГК-1».

### Янискоски ГЭС
Расположена на реке Паз в Печенгском районе. Гидроагрегаты станции введены в эксплуатацию в 1942 году. Установленная мощность станции — 30,2 МВт, среднегодовая выработка электроэнергии — 217 млн кВт·ч. В здании ГЭС установлены 2 гидроагрегата мощностью по 15,1 МВт. Принадлежит ПАО «ТГК-1».

### Раякоски ГЭС
Расположена на реке Паз у п. Раякоски Печенгского района. Гидроагрегаты станции введены в эксплуатацию в 1955—1956 годах. Установленная мощность станции — 43,2 МВт, среднегодовая выработка электроэнергии — 237 млн кВт·ч. В здании ГЭС установлены 2 гидроагрегата мощностью по 14,2 МВт. Принадлежит ПАО «ТГК-1».

### Хевоскоски ГЭС
Расположена на реке Паз в Печенгском районе. Гидроагрегаты станции введены в эксплуатацию в 1970 году. Установленная мощность станции — 47 МВт, среднегодовая выработка электроэнергии — 221 млн кВт·ч. В здании ГЭС установлены 2 гидроагрегата мощностью по 23,5 МВт. Принадлежит ПАО «ТГК-1».

### Борисоглебская ГЭС
Расположена на реке Паз у п. Борисоглебский Печенгского района. Гидроагрегаты станции введены в эксплуатацию в 1963 году. Установленная мощность станции — 56 МВт, среднегодовая выработка электроэнергии — 285 млн кВт·ч. В здании ГЭС установлены 2 гидроагрегата мощностью по 28 МВт. Принадлежит ПАО «ТГК-1».

### Апатитская ТЭЦ
Расположена в г. Апатиты, единственный источник теплоснабжения городов Апатиты и Кировск. Паротурбинная теплоэлектроцентраль, в качестве топлива использует каменный уголь. Турбоагрегаты станции введены в эксплуатацию в 1960—1963 годах, при этом сама станция эксплуатируется с 1959 года. Установленная электрическая мощность станции — 230 МВт, тепловая мощность — 535 Гкал/час. Фактическая выработка электроэнергии в 2020 году — 425 млн кВт·ч. Оборудование станции включает в себя пять турбоагрегатов: один мощностью 21 МВт, два — по 28 МВт, один — 68 МВт и один — 85 МВт. Также имеется восемь котлоагрегатов. Принадлежит ПАО «ТГК-1».

### Мурманская ТЭЦ
Расположена в г. Мурманске, один из источников теплоснабжения города. Паротурбинная теплоэлектроцентраль (фактически — водогрейная котельная с попутной выработкой электроэнергии), в качестве топлива использует мазут. Турбоагрегаты станции введены в эксплуатацию в 1962—1963 годах, при этом сама станция эксплуатируется с 1934 года, являясь старейшей электростанцией региона. Установленная электрическая мощность станции — 12 МВт, тепловая мощность — 535 Гкал/час. Фактическая выработка электроэнергии в 2020 году — 17 млн кВт·ч (вся выработанная электроэнергия используется для собственных нужд предприятия). Оборудование станции включает в себя два турбоагрегата мощностью по 6 МВт, семь котлоагрегатов и три водогрейных котла. Принадлежит АО «Мурманская ТЭЦ», дочернее общество ПАО «ТГК-1».

### ТЭЦ АО «Ковдорский ГОК»
Расположена в г. Ковдор, обеспечивает энергоснабжение Ковдорского горно-обогатительного комбината (блок-станция), также является единственным источником теплоснабжения города. Паротурбинная теплоэлектроцентраль (фактически — водогрейная котельная с попутной выработкой электроэнергии), в качестве топлива использует мазут. Эксплуатируется с 1961 года. Установленная электрическая мощность станции — 8 МВт, тепловая мощность — 501 Гкал/час. В 2020 году электроэнергию не вырабатывала. Оборудование станции включает в себя два турбоагрегата мощностью по 4 МВт, шесть котлоагрегатов и пять водогрейных котлов.

### Кислогубская ПЭС
Расположена в губе Кислая Баренцева моря, вблизи п. Ура-Губа Кольского района. Первая и единственная приливная электростанция России. Введена в эксплуатацию в 1968 году. Установленная мощность станции, по разным данным, составляет 1,1 МВт или 1,7 МВт, среднегодовая выработка электроэнергии — 0,54 млн кВт·ч, в 2020 году электроэнергию не вырабатывала. В здании ПЭС установлены 2 гидроагрегата мощностью 0,2 МВт и 1,5 МВт. Принадлежит АО «Ленинградская ГАЭС» (дочернее общество ПАО «РусГидро»).

### Кольская ВЭС
Расположена вдоль Серебрянского шоссе, вблизи п. Туманный Кольского района. Крупнейшая в мире ветроэлектростанция за полярным кругом. Введена в эксплуатацию в 2023 году. Установленная мощность станции составляет 201 МВт, среднегодовая выработка электроэнергии — порядка 750 млн кВт-ч в год, что позволит предотвратить выбросы до 600 тысяч тонн СО2-экв. ежегодно. Принадлежит ПАО «ЭЛ5-Энерго».

### Электростанции зоны децентрализованного энергоснабжения
Часть территории Мурманской области не подключена к ЕЭС России, образуя зону децентрализованного энергоснабжения, в которой выработку электроэнергии осуществляют небольшие дизельные электростанции, а также ветроэлектростанции и солнечные электростанции. Ветроэнергетические установки, не подключённые к единой энергосистеме, также используют некоторые предприятия. В частности, ветроустановка мощностью 500 кВт обеспечивает электроэнергией предприятие по производству окон в г. Кола, мощностью 5 кВт — страусиную ферму в п. Молочный, 9 кВт — дайвинг-центр в п. Новая Титовка. Ветродизельная установка с ветрогенератором мощностью 4,5 кВт расположена на оленеводческой базе «Помос». Автономные энергокомплексы, включающие в себя дизель-генераторы мощностью 60 кВт, ветроустановки мощностью 20 кВт и солнечные панели мощностью 15 кВт расположены в сёлах Пялица, Чаваньга, Тетрино, Чапома.

## Потребление электроэнергии
Потребление электроэнергии в Мурманской области (с учётом потребления на собственные нужды электростанций и потерь в сетях) в 2020 году составило 12 383 млн кВт·ч, максимум нагрузки — 1882 МВт. Таким образом, Мурманская область является энергизбыточным регионом. В структуре потребления электроэнергии в регионе лидирует промышленность — около 73 %, потребление населением составляет около 8 %. Крупнейшие потребители электроэнергии (по итогам 2020 года): АО «Кольская ГМК» — 2439 млн кВт·ч, Кировский филиал АО «Апатит» — 1676 млн кВт·ч, «РУСАЛ Кандалакша» — 1221 млн кВт·ч. Функции гарантирующего поставщика электроэнергии выполняет АО «АтомЭнергоСбыт».

## Электросетевой комплекс
Энергосистема Мурманской области входит в ЕЭС России, являясь частью Объединённой энергосистемы Северо-Запада, находится в операционной зоне филиала АО «СО ЕЭС» — «Региональное диспетчерское управление энергосистемы Мурманской области» (Кольское РДУ). Энергосистема региона связана с энергосистемами Карелии по двум ВЛ 330 кВ и одной ВЛ 110 кВ, Норвегии по одной ВЛ 150 кВ, Финляндии по одной ВЛ 110 кВ.
Общая протяженность линий электропередачи напряжением 35—330 кВ составляет 6522,7 км, в том числе линий электропередачи напряжением 330 кВ — 813,8 км, 150 кВ — 2936,8 км, 110 кВ — 1864,1 км, 35 кВ — 908 км. Магистральные линии электропередачи напряжением 330 кВ эксплуатируются филиалом ПАО «ФСК ЕЭС» — МЭС Северо-Запада (его структурным подразделением «Карельское ПМЭС»), распределительные сети напряжением 150 кВ и ниже — Мурманским филиалом ПАО «МРСК Северо-Запада».

## Теплоснабжение
Теплоснабжение в Мурманской области осуществляют 278 источников общей мощностью 7832 Гкал/ч, в том числе три ТЭЦ общей мощностью 1322 Гкал/ч и 275 котельных. В качестве топлива используется уголь и мазут. В 2019 году они произвели 5220 тыс. Гкал тепловой энергии.